# إمي تاكي
إمي تاكي هي ممثلة وعارضة يابانية ولدت في 25 ديسمبر 1993.